# Situational Action Theory
Die Situational Action Theory (SAT) ist eine Allgemeine Kriminalitätstheorie, die seit 2004 vom schwedischen Kriminologen Per-Olof H. Wikström an der Universität Cambridge entwickelt wurde. Mit der SAT werden zentrale kriminologische Einsichten in einem neuen, integrativen Erklärungsmodell zusammengeführt. Der Theorie zufolge werden Straftaten aufgrund persönlicher Eigenschaften und Erfahrungen der handelnden Person in Kombination mit Eigenschaften ihres Umfeldes und der jeweiligen Handlungssituation begangen.
SAT zufolge ist jede Handlung, damit auch eine kriminelle Handlung, das Ergebnis eines Wahrnehmungs- und Entscheidungsprozesses, der durch das Zusammenwirken individueller Faktoren (Motivation, Neigung, Moralität, Selbstkontrolle) und situativen Faktoren (Einflüsse durch Personen und Umgebung, „Person-Umwelt-Interaktion“) bedingt ist. Dadurch, dass das Individuum als moralischer Akteur ins Zentrum der Analyse rückt, unterscheidet sich SAT vom Rational choice-Ansatz, der im persönlichen Eigennutz den entscheidenden Antrieb sieht. In der SAT wird betont, dass der Wahrnehmungsprozess dem Entscheidungsprozess vorgelagert ist. Es sei sinnlos zu behaupten, dass sich jemand nach Kosten-Nutzen-Abwägung gegen eine Handlung entschieden habe, wenn  diese Aktion bereits aus normativen Erwägungen nicht als reale Handlungsalternative in Betracht gezogen worden sei.
Wie eine Person eine kriminelle Neigung entwickelt oder warum ein setting eine spezielle kriminogene Belastung aufweist, gehört nicht zur primären SAT-Fragestellung. Laut Wikström handelt es sich bei solchen Fragen um vorgelagerte Ursachen, die die eigentlichen Ursachen von Delinquenz erklären.
Mittlerweile gibt es zahlreiche empirische Anwendungen der Theorie, z. B. auf Ladendiebstahl, den illegalen Verkauf von Medikamenten oder Jugendkriminalität im Allgemeinen.